# Zarağan
Zarağan (ryska: Зараган) är en ort i Azerbajdzjan.   Den ligger i distriktet Qəbələ, i den centrala delen av landet, 190 km väster om huvudstaden Baku. Zarağan ligger 563 meter över havet och antalet invånare är 2 693.
Terrängen runt Zarağan är platt åt sydväst, men åt nordost är den kuperad. Närmaste större samhälle är Qutqashen, 6,7 km nordost om Zarağan.
Trakten runt Zarağan består till största delen av jordbruksmark. Runt Zarağan är det ganska tätbefolkat, med 58 invånare per kvadratkilometer.